# Transgas-Pipeline

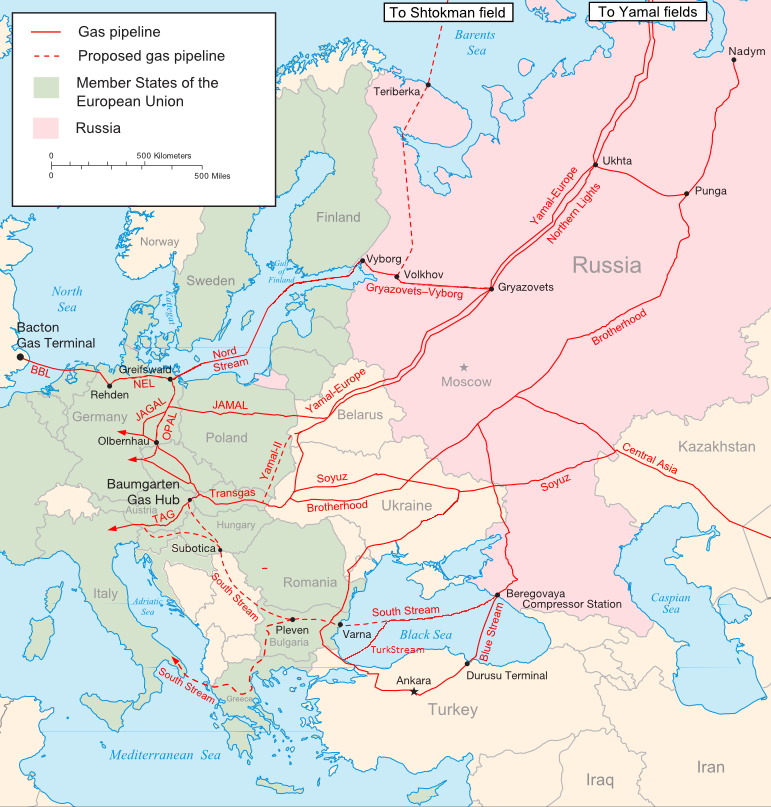
Pipeline-Netz von Russland nach Westeuropa

Die TRANSGAS-Trasse (Schreibweise auch: Transgaz; kyrillisch: Трансгаз) ist eine Trasse von Hochdruck-Erdgaspipelines von der Ukraine durch die Slowakei und Tschechien bis nach Österreich und Deutschland. Seit 1. Januar 2025 wird kein Erdgas mehr durch die Ukraine geleitet.
Die Trasse dient primär der Durchleitung von Ferngas aus Russland bzw. der ehemaligen Sowjetunion. Die Trasse war mit dem Bau 1970–1973 die erste und danach für mehr als 25 Jahre die einzige große Transitpipeline für die Versorgung von West- und Mitteleuropa aus den reichen Erdgasvorkommen Sibiriens und Zentralasiens. 
Ungeachtet des Russisch-Ukrainischen Krieges wurde über die TRANSGAS bis Ende 2024 Gas von Russland nach Mitteleuropa geliefert. Ende 2024 lief der Transitvertrag zwischen Russland und der Ukraine aus. 2024 importierten EU-Staaten etwa 380 Terawattstunden Gas aus Russland, etwas weniger als ein Drittel davon durch die Transgas-Pipeline. Für die EU als Ganzes ist Russland als Lieferant damit inzwischen marginal, nur rund fünf Prozent der Importe stammen von dort. Die EU hat sich viele Monate lang auf das Ende des Gastransits durch die Ukraine eingestellt.

## Geschichte

### Planung und Bau
Die Sowjetunion (UdSSR) hatte in den 1960er-Jahren mit dem Bau von Pipelines begonnen, um ihre westlichen Landesteile, darunter als größten die Ukrainische Sozialistische Sowjetrepublik (USSR), mit Erdgas zu versorgen. Die Leitungen sollten nach Westen fortgesetzt werden, um auch die Bündnispartner der UdSSR im Warschauer Pakt, die „Sozialistischen Bruderländer“ ČSSR und DDR, mit Energie zu beliefern. Als erste große Trasse wurde im Jahr 1967 die Pipeline „Bruderschaft“ (russisch Братство, Bratstvo) fertiggestellt, die vom sibirischen Gasfeld Urengoi östlich von Nadym über eine Strecke von etwa 4500 km bis nach Uschhorod in der Ukraine verläuft.
Planung und Bau der Transgas-Trasse, die westlich an die Bruderschaft-Trasse anschließt, gehen zurück auf das Ende der 1960er-Jahre, als der Ost-West-Konflikt in eine Phase der Entspannung und des zunehmenden Dialoges eintrat. Bereits im Vorfeld der Ostverträge verhandelte die UdSSR mit westlichen Staaten bzw. Unternehmen über Erdgaslieferungen: Nachdem Verhandlungen mit der italienischen ENI im Jahr 1967 noch gescheitert waren, kam es im Folgejahr 1968 zu einem erfolgreichen Vertragsabschluss mit der österreichischen ÖMV, und auch mit Deutschland wurden Gespräche geführt. Im deutsch-sowjetischen Erdgas-Röhren-Vertrag wurde 1970 im Gegenzug für Erdgas-Röhren die Lieferung von Gas an die deutsche Thyssen-Ruhrgas zugesagt.
In der ersten Phase von 1971–1973 wurde die Trasse auf ganzer Länge vorbereitet und es wurden Leitungen mit einer Nennweite von DN 1200 bis zur Verzweigung nach Österreich und DN 900 weiter bis zur ost- und westdeutschen Grenze verlegt. Zur Erweiterung der Kapazität wurden in den folgenden Jahren in mehreren Bauphasen auf derselben Trasse weitere, parallele Leitungen verlegt, und im späteren Tschechien wurde als Abkürzung ein neuer Trassenzweig geplant und gebaut.
Betreiber des tschechoslowakischen Pipelinenetzes war die 1971 gegründete Gesellschaft Tranzitní plynovod Praha, international bekannt unter der Kurzbezeichnung Transgas.

### Tschechisch-slowakische Teilung und Privatisierung
Nach der Teilung der Tschechoslowakei im Jahre 1993 erfolgte auch eine Aufteilung des tschechoslowakischen Gasleitungsnetzes und damit auch der Transitpipeline:
Der tschechische Teil der Pipeline fiel an die ČPP Transgas, eine Tochter des tschechischen Gasversorgers České plynárenské podniky (ČPP). Im Jahr 2001 wurde das staatliche Unternehmen privatisiert und der deutsche Energieversorger RWE übernahm die Anteilsmehrheit. 2006 wurde im Rahmen des Unbundlings nach EU-Vorgaben von der RWE Transgas der Übertragungsnetzbetreiber RWE Transgas Net abgespalten, der seit 2010 unter dem Namen Net4Gas firmiert.
Der slowakische Teil des Transgas-Netzes wurde ab 1993 von Slovtransgaz, einer weitgehend autonomen Untereinheit des slowakischen Gasversorgers Slovenský plynárenský priemysel (SPP), betrieben. Hieraus wurde nach der Privatisierung im Jahr 2002 und dem Unbundling 2006 zunächst die SPP-preprava, welche 2008 in eustream umbenannt wurde.

### Streitigkeiten und Bau von Alternativtrassen
| Name                                            | Kapazität [Mrd. m³/a] |
| ----------------------------------------------- | --------------------- |
| Transgas                                        | 120                   |
| Jamal-Europa (Nordzweig, über Polen)            | 33                    |
| Nord Stream Nord Stream II (Nicht zertifiziert) | 55 55                 |
| South Stream (eingestellt)                      | 63                    |
| Blue Stream                                     | 19                    |
| TurkStream                                      | 32                    |

Nach der Auflösung der Sowjetunion im Jahre 1991, durch die die Ukraine politisch von Russland unabhängig wurde, entwickelten sich zwischen den beiden Ländern zunehmende Meinungsverschiedenheiten bezüglich der angemessenen Vergütung, die die Ukraine für die Durchleitung des russischen Gases zur Transgas-Pipeline erhalten sollte. Der russisch-ukrainische Gasstreit gipfelte ab 2005 mehrmals darin, dass die Ukraine die durchgeleitete Menge stark drosselte, woraufhin Russland die Lieferung vorübergehend einstellte.
Um nicht vollkommen auf die Transgas-Trasse – und damit auf die Transitländer, insbesondere die Ukraine – angewiesen zu sein, suchte Russland nach Ausweichmöglichkeiten und plante mehrere Alternativtrassen. Bereits 1997 wurde nördlich der Transgas-Trasse, durch Belarus und Polen, die Alternativtrasse JAMAL fertiggestellt. Trotz dieser Alternativen floss aber weiterhin der Großteil (etwa drei Viertel) des russischen Gases über die Transgas-Trasse nach Westeuropa. Im Jahr 2007 kam es aber auch wegen der Durchleitung durch diese Trasse zu Streitigkeiten zwischen Russland und Belarus. Als dritte Route wurde 2011 die Pipeline Nord Stream durch die Ostsee fertig. Die Fertigstellung einer parallelen Pipeline Nord Stream II war abgeschlossen, wurde jedoch aufgrund des Russischen Überfalls auf die Ukraine gestoppt. Bei den Anschlägen auf die Nord-Stream-Pipelines am 26. September 2022 wurden drei von vier Strängen zerstört.
Auch südlich der Transgas-Trasse war mit der Leitung South Stream über das Schwarze Meer und den Balkan eine Alternativtrasse vorgesehen. Dieses Projekt ist inzwischen eingestellt, Ursachen für die Einstellung waren das Dritte Energiepaket der EU, das die Entflechtung von Lieferant und Pipelinebetreiber vorsieht, sowie die geänderte politische Lage, nachdem Russland im März 2014 völkerrechtswidrig die Krim annektiert hatte. Weitere Trassen im Süden, die aber nicht oder nur teilweise zur Durchleitung von russischem Gas nach Westeuropa bestimmt sind oder waren, sind die Trassen Blue Stream, White Stream und Nabucco (ebenfalls inzwischen eingestellt).

## Verlauf
| \| → Trasse Jamal-Europa (Süd) \| \| \| \| \| \| \| \| \| \| \| \| \| ← Trasse Sojus \| \| \| \| \| \| \| \| ← Trasse Bruderschaft \| \| \| ÜS Uschhorod \| ÜS Uschhorod \| UA \| \| \| \| \| \| \| \| Grenze \| \| \| \| \| \| ÜS/VS Veľké Kapušany \| ÜS/VS Veľké Kapušany \| SK \| \| \| \| \| \| → Trasse YAMAL II (von Polen) \| \| \| \| \| \| \| \| VS Jablonov nad Turňou \| \| \| \| \| \| \| \| VS Veľké Zlievce \| \| \| \| \| \| \| \| VS Ivanka pri Nitre \| \| \| \| \| \| \| \| KP Plavecký Peter \| \| \| \| \| \| \| \| ÜS Brodské \| \| \| \| \| \| \| \| \| \| Grenze \| \| Grenze \| \| \| \| ÜS Lanžhot \| ÜS Lanžhot \| CZ \| \| A \| ÜS Baumgarten \| ÜS Baumgarten \| \| → Trasse STORK (von Polen) \| → Trasse STORK (von Polen) \| \| \| \| → Trasse TAG \| → Trasse TAG \| \| VS Břeclav \| \| \| \| \| \| \| \| KP Malešovice \| \| \| \| \| \| \| \| VS Kralice nad Oslavou \| VS Kralice nad Oslavou \| \| \| \| VS Hostim \| VS Hostim \| \| VS Kouřim \| VS Kouřim \| \| \| \| VS Veselí nad Lužnicí \| VS Veselí nad Lužnicí \| \| KP Hospozín \| KP Hospozín \| \| \| \| VS Strážovice \| VS Strážovice \| \| \| \| \| \| \| \| \| \| → Quertrasse GAZELLE \| \| \| \| \| \| \| \| ÜS Hora Sv. Kateřiny / Brandov \| ÜS Hora Sv. Kateřiny / Brandov \| \| \| \| KP Rozvadov \| KP Rozvadov \| \| \| \| Grenze \| \| Grenze \| \| \| \| VS Sayda / ÜS Olbernhau \| VS Sayda / ÜS Olbernhau \| D \| \| D \| ÜS Waidhaus \| ÜS Waidhaus \| \| → Trasse OPAL \| → Trasse OPAL \| \| \| \| → Trasse MEGAL \| → Trasse MEGAL \| \| ← Trasse STEGAL \| \| \| \| \| \| \| \| ← Trasse MET \| \| \| \| \| \| \| |                                |        |  |        |                       |                       |
| → Trasse Jamal-Europa (Süd) |                                |        |  |        |                       |                       |
| |                                |        |  |        | ← Trasse Sojus        |                       |
| |                                |        |  |        | ← Trasse Bruderschaft |                       |
| ÜS Uschhorod | ÜS Uschhorod                   | UA     |  |        |                       |                       |
| |                                | Grenze |  |        |                       |                       |
| ÜS/VS Veľké Kapušany | ÜS/VS Veľké Kapušany           | SK     |  |        |                       |                       |
| → Trasse YAMAL II (von Polen) |                                |        |  |        |                       |                       |
| VS Jablonov nad Turňou |                                |        |  |        |                       |                       |
| VS Veľké Zlievce |                                |        |  |        |                       |                       |
| VS Ivanka pri Nitre |                                |        |  |        |                       |                       |
| KP Plavecký Peter |                                |        |  |        |                       |                       |
| ÜS Brodské |                                |        |  |        |                       |                       |
| |                                | Grenze |  | Grenze |                       |                       |
| ÜS Lanžhot | ÜS Lanžhot                     | CZ     |  | A      | ÜS Baumgarten         | ÜS Baumgarten         |
| → Trasse STORK (von Polen) | → Trasse STORK (von Polen)     |        |  |        | → Trasse TAG          | → Trasse TAG          |
| VS Břeclav |                                |        |  |        |                       |                       |
| KP Malešovice |                                |        |  |        |                       |                       |
| VS Kralice nad Oslavou | VS Kralice nad Oslavou         |        |  |        | VS Hostim             | VS Hostim             |
| VS Kouřim | VS Kouřim                      |        |  |        | VS Veselí nad Lužnicí | VS Veselí nad Lužnicí |
| KP Hospozín | KP Hospozín                    |        |  |        | VS Strážovice         | VS Strážovice         |
| |                                |        |  |        |                       |                       |
| → Quertrasse GAZELLE |                                |        |  |        |                       |                       |
| ÜS Hora Sv. Kateřiny / Brandov | ÜS Hora Sv. Kateřiny / Brandov |        |  |        | KP Rozvadov           | KP Rozvadov           |
| |                                | Grenze |  | Grenze |                       |                       |
| VS Sayda / ÜS Olbernhau | VS Sayda / ÜS Olbernhau        | D      |  | D      | ÜS Waidhaus           | ÜS Waidhaus           |
| → Trasse OPAL | → Trasse OPAL                  |        |  |        | → Trasse MEGAL        | → Trasse MEGAL        |
| ← Trasse STEGAL |                                |        |  |        |                       |                       |
| ← Trasse MET |                                |        |  |        |                       |                       |

### Ukraine
Im Westen der Ukraine laufen drei große Trassen für russisches Gas zusammen: Aus dem Norden Sibiriens, vom Gasfeld Urengoi, kommt die Trasse „Bruderschaft“ (Bratstvo). Ebenfalls aus dem sibirischen Norden, von der Jamal-Halbinsel, kommt ein Abzweig der Trasse Jamal-Europa (kurz: YAMAL) über Belarus. Die dritte Trasse, „Einheit“ (SOYUZ), kommt aus dem südlichen, zentralasiatischen Teil Russlands bei Orenburg nahe der Grenze zu Kasachstan.
Die drei Leitungstrassen kreuzen nach der Zusammenführung in einer Verdichterstation südlich von Uschhorod () die ukrainisch-slowakische Grenze.

### Slowakei
Die Transgas-Pipeline beginnt hinter der slowakischen Grenze an der Verdichterstation Veľké Kapušany (). Nachdem kurz hinter der Grenze ein weiterer Zweig der YAMAL-Leitung aus Polen hinzugekommen ist, verläuft die Pipeline über Verdichterstationen bei Jablonov nad Turňou (), Veľké Zlievce () und Ivanka pri Nitre () durch den Süden der Slowakei. Im Westen der Slowakei, nahe Plavecký Peter (), verzweigt sich die Leitung in eine nördliche und eine südliche Trasse. Die südliche schließt an der slowakisch-österreichischen Grenze, nahe Baumgarten an der March (), an die Trans Austria Gasleitung (TAG) an. Die nördliche quert hinter der Station Brodské () per Brücke den slowakisch-tschechischen Grenzfluss March.

### Tschechien
Hinter der Grenze beginnt mit der Station Lanžhot () der tschechische Teil der Trasse. Einige Kilometer weiter, bei Břeclav, besteht eine Verbindung zu der von Polen (Cieszyn) kommenden Verteilnetzleitung STORK II.
Südlich von Brno, bei Malešovice (), teilt sich die Transgas-Pipeline erneut in einen südlichen und einen nördlichen Zweig:
Der südliche Zweig verläuft über drei Verdichterstationen bei Hostim (), Veselí nad Lužnicí () und Strážovice () bis zur Übergabestation Rozvadov () an der tschechisch-deutschen Grenze. Auf deutscher Seite, bei Waidhaus in Bayern (), erfolgt die Übergabe an den Nordzweig der Mittel-Europäischen-Gasleitung (MEGAL).
Der nördliche Zweig verläuft über zwei Verdichterstationen bei Kralice nad Oslavou () und Kouřim () sowie einen Knotenpunkt bei Hospozín (), von wo eine Querverbindung zur südlichen Trasse abzweigt, bis nach Hora Svaté Kateřiny () und Brandov () an der deutsch-tschechischen Grenze. Hier bestehen auf deutscher Seite, bei Olbernhau () und Sayda () in Sachsen, Verbindungen zur Ostsee-Pipeline-Anbindungsleitung (OPAL), zur Sachsen-Thüringen-Erdgas-Leitung (STEGAL) und zur Mitteleuropäischen Transversale (MET).
Seit Anfang 2013 sind die Endpunkte des nördlichen und südlichen Zweiges zusätzlich durch die GAZELLE-Pipeline verbunden.